# Ukrajina
Ukrajina (ukr. Україна, Ukrajina, dosl. 'u zemlji') je država u istočnoj Europi. Po svojoj površini od 603 700 km2, Ukrajina je najveća europska država, a na drugom je mjestu ako se uzme u obzir europska površina Ruske Federacije. Po državnom uređenju Ukrajina je republika, a zakonodavnu vlast obnaša Vrhovno Vijeće (izv. Verhovna Rada) - ukrajinski parlament s 450 zastupničkih mjesta.
Ukrajinska je himna Šče ne vmerla Ukrajina, a ukrajinska vjerska himna je Bože, Veliki, Jedini, Ukrajinu hrani ('Bože, Veliki, Jedini, čuvaj Ukrajinu').
Povijest Ukrajine započinje stvaranjem istočnoslavenske države Kijevske Rusi u 9. stoljeću. Ukrajina tada predstavlja kulturno i političko središte srednjovjekovnog istočnoslavenskog stanovništva i sve do 12. stoljeća bila je najveća i najmoćnija država u Europi.
Ukrajina danas predstavlja dom prve moderne demokracije, čiji se stanoviti začetak manifestirao u obliku Zaporoške republike, osnovane sredinom 17. stoljeća, nakon ustanka ukrajinskog hetmana Bogdana Hmeljnickog.
Nakon što se u 14. stoljeću današnji teritorij Ukrajine, tada Ruskog Carstva, našla na udaru Zlatne Horde, zapadni dijelovi zemlje našli su se u okrilju Poljsko-Litavske Unije. Podjelom Poljske u 18. stoljeću i Ukrajina je također podijeljena je između susjednih sila. Pretežni dio teritorija današnje Ukrajine je bio pod vlasti Ruskog Carstva, dok se ostatak našao pod vlašću Austro-Ugarske.
Nakon pokušaja uspostavljanja ukrajinske neovisnosti kroz stvaranje Ukrajinske Narodne Republike tijekom Prvoga svjetskog rata, 1922. stvorena je Ukrajinska Sovjetska Socijalistička Republika pod vlašću ukrajinskih boljševika i u sastavu SSSR-a. Ukrajina je 1945. bila jedan od osnivača organizacije Ujedinjenih naroda, gdje je kao članica zastupljena od samog osnutka. Nakon Drugoga svjetskog rata Ukrajina je obuhvatila svoje zapadne pokrajine Galiciju, Bukovinu i Zakarpatje u kojima su također živjeli etnički Ukrajinci, a 1954. formirane su današnje granice države koja uključuje i poluotok Krim koji je tadašnji predsjednik SSSR-a Nikita Hruščov dekretom iz Ruske SSSR pripojio Ukrajinskoj SSSR na sjevernoj obali Crnog mora.
Svoju potpunu nezavisnost Ukrajina stječe raspadom Sovjetskog Saveza 1991., nakon čega se prijelaz na tržišno gospodarstvo odrazio osmogodišnjom recesijom. Nakon 2000. godine ukrajinsko gospodarstvo počelo se stabilizirati, a potom do 2008. godine i rasti. Zbog problema u suradnji, a od 2014. godine praktično na razini ratnog stanja s ranije najznačajnijim gospodarskim partnerom Rusijom, bilježe se rastuće ekonomske teškoće.
Nakon raspada Sovjetskog Saveza 1991. godine, Ukrajina je postala članicom Zajednice neovisnih država, koja je radi čvrste suradnje u pitanjima sigurnosti, gospodarstva i drugih pitanja uključivala bivše članice te federacije, okupljene oko najveće i najsnažnije članice Rusije. Nakon pokušaja odvajanja, separatizma, proglašenjem nezavisnosti od Ukrajine, od strane lokalnih Ukrajinaca i Rusa, te rata otpočetog 2014. god. i koji do danas traje uz smanjeni intenzitet, bilježi se pad suradnje Ukrajine sa ZND-om te je Ukrajina 2018. godine najavila i formalno istupanje iz te zajednice; istodobno Ukrajina jača suradnju s Europskom unijom. Ukrajinski vrh radi na ulasku zemlje u Europsku uniju i NATO pakt, a sam NATO snažno podržava Ukrajinu izloženu pritisku susjedne Rusije, službeno naznačujući da je „suverena, neovisna i stabilna Ukrajina, čvrsto predana demokraciji i vladavini prava, ključna za euroatlantsku sigurnost” te je „odgovarajući na Rusko-ukrajinski sukob, NATO ojačao svoju podršku za razvoj spremnosti i sposobnosti Ukrajine”.
Bruto nacionalni proizvod po glavi stanovnika (prema paritetu kupovne moći) 2018. iznosio je 9232 dolara, znatno manje od susjednih i usporedivih zemalja u tom dijelu Europe (Bjelorusija 19 959, Poljska 32 356, a Litva 33 256 USD.) Gospodarska i društvena kretanja zadnjih desetljeća popraćena su i padom stanovništva od oko 150 000 godišnje, pri čemu broj novorođene djece pokriva svega oko 52 % broja umrlih.

## Ime
Govoreći danas o povijesnom terminu Rus’ koji je najkasnije od 7. stoljeća prisutan u ukrajinskoj povijesti; zatim državama Kijevskoj Rusi (lat. Rutenija; prema nazivu Rus') - Zaporoškoj Republici - Ukrajinskoj Narodnoj Republici - Sovjetskoj Ukrajini, i neovisnoj Ukrajini kakvu danas poznajemo – govorimo o istom prostoru odnosno istoj državi koja je često pod različitim pritiscima i okolnostima drugačije imenovana, ponekad u političkom ili regionalnom kontekstu, ali u glavnini je obuhvaćala kulturološki isti slavenski narod kojeg danas poznajemo kao Ukrajince.
Neovisno o tome što su kroz povijest Ukrajinu u nekim zapadnim europskim izvorima (također jugoslavenskim) često poistovjećivali s današnjom Rusijom, oslovljavajući je pritom »Starom Rusijom«, »Zapadnom Rusijom« i sličnim terminima, hrvatske termine Rus' (Rusini) i Rusija (Rusi) ovdje treba razlikovati jer se odnose na dva različita naroda i dvije različite zemlje: današnja Rusija je nastavila koristiti ime koje je u prošlosti koristila Ukrajina.
Ukrajinski kulturni identitet od samih početaka razvijao se u nešto drugačijem okruženju od onog ruskog te je do danas ostao neprestano povezan s europskim kulturno-civilizacijskim mijenama, često u izravnom dodiru sa zapadnoslavenskim, baltičkim i drugim zapadnoeuropskim narodima. Ukrajinci svojim metalitetom i kulturnom baštinom pripadaju srednjoeuropskom (ujedno pribaltičkom) krugu naroda, a najsličniji narodi su im Bjelorusi, Poljaci, Balti i naravno Rusi s kojima intenzivno dijele povijesna zbivanja posljednjih 300 godina.
Zbog specifičnog zemljopisnog položaja, Ukrajinu kroz povijest često zovu «zemlja moćnih rijeka», jer je njima oduvijek povezivala vikinška i ukrajinska plemena - europski skandinavski sjever i toplo Crno more u koje se te moćne rijeke sljevaju. Također ju zovu «europska žitnica» jer je u velikom obimu blagoslovljena plodnom zemljom crnicom.
Mnogi europski posjetitelji Ukrajinu stoljećima imenuju melodičnom «zemljom slavuja», a u carskim krugovima Ruskog imperija imenovana je «slavenskom Italijom» radi svojega iznimnog doprinosa u razvoju unikatne slavenske kulture.

## Državni grb i zastava
Državna zastava Ukrajine sastoji se od dva položena polja plave i žute boje. Drevna kultura Ukrajine usko je vezana uz prirodne simbole te prema mitološkom tumačenju plava boja simbolizira vodu dok žuta boja simbolizira vatru. Prema nešto modernijem narodnom tumačenju plava boja simbolizira plavo nebo (otvorenost), dok žuta boja simbolizira zlatkaste stepske poljane (vrijednost) koje prožimaju središnju Ukrajinu.
Plavo-žuta simbolika na ukrajinskom prostoru snažno je prisutna od stvaranja Kijevske Rusi čiji su vladari često službeno koristili raznoliko plavo-žuto znakovlje. Nakon pada Kijevske Rusi 1240. godine, plavo-žuta simbolika ponovo je službeno ozakonjena u ukrajinskom parlamentu Centralnoj Radi 1918. godine.[nedostaje izvor]
Ukrajinski državni grb sastoji se od dva dijela: manji dio „Trizub“ koji se nalazi u središtu je glavni element velikog državnog grba te predstavlja kneževsku vlast Volodimira Velikog iz srednjovjekovne Kijevske Rusi. Zajedno s povijesnim grbom zaporoške vojske čini kompletan državni grb Ukrajine. Porijeklo grba Trizuba vrlo je staro i prema pronađenim primjercima u Ukrajini seže do 4. tisućljeća pr. Kr. Kijevski kneževi su kontinuirano koristili grb Trizub, a pojavljuje se i u ornamentici oružja zaporoških kozaka te u pučkom ritualnom rezbarenju.[nedostaje izvor]
O značenju znaka Trizuba postoji velika znanstvena literatura koja upućuje na praslavensko podrijetlo znaka jer se u različitim varijantama javlja na širokom prostoru sve do prastarih Indoarijaca. Između ostalih tumačenja, grb Trizub se često tumačio kao izraz sakralne ptice, kao monogram, geometrijski ornament.
Mnogi stručnjaci dovode službene zastave Švedske i Ukrajine u istu koleraciju makar kada je riječ o njihovim plavo-žutim tonalitetima, i često se tvrdi da su varjaški ratnici te boje prenosili sa sjevera na prostore današnje Ukrajine. Ipak, danas postoji znanstvena literatura koja tvrdi da je ta simbolika prenesena s ukrajinskih prostora na skandinavske s obzirom na to da je ukrajinska kultura u to vrijeme bitno prednjačila,[nedostaje izvor] posebno zahvaljujući utjecaju grčke kulture koja je dolazila s prostora Bizanta već stoljećima ranije.

## Povijest Ukrajine

### Pretpovijest
Najstariji tragovi ljudske nazočnosti u Ukrajini vezani su uz početke evolucije čovjeka. Na području Ukrajine razvilo se više tipova prapovijesnih kultura od kojih je najraširenija bila tripiljska kultura iz brončanog doba (4. – 3. stoljeće pr. Kr.). Stepsko područje Ukrajine (Pontska stepa) kroz povijest je bilo izloženo čestim migracijama raznih naroda, a svaki od tih naroda ostavio je neki vrijedan kulturni trag koji današnju Ukrajinu čini jednom od arheološko najzanimljivijih država u svijetu.

### Stari vijek
Antički izvori na tom prostoru bilježe vladavine Kimerijaca (9. stoljeće pr. Kr. - 7. stoljeće pr. Kr.), Skita (7. stoljeće pr. Kr. - 3. stoljeća pr. Kr.), Sarmata (2. stoljeće pr. Kr. – 2. stoljeće), Gota (3. – 4. stoljeće). Obalu Crnog mora od 7. stoljeća pr. Kr. koloniziraju Grci. Gote su 375. god. pobijedili Huni koji pod Atilom stvaraju moćnu državu između Dona i Karpata (do 451.).
Ukrajinski narod svoju modernu povijest započinje u sklopu moćne antske zajednice tijekom 5. stoljeća, kada je i osnovan grad Kijev. Ukrajinska plemena tada su trajno nastanila prostore današnje istočne Poljske, sjeverne Ukrajine, južne Bjelorusije i zapadne Rusije, odnosno prostor između donjeg toka rijeke Visle i gornjeg toka rijeke Dona.
Iste prostore Ukrajinci su u većini naselili sve do 16. stoljeća, kada ispočetka kozačke skupine počinju aktivno naseljavati današnju jugoistočnu Ukrajinu, susjedne dijelove Rusije te konačno udaljenije ruske kolonije, posebno Daleki istok odnosno prostore Zelene Ukrajine.

### Srednji vijek
Kulturno najrazvijenije ukrajinsko pleme Poljana u savezništvu s Vikinzima tijekom 9. stoljeća imalo je ključnu ulogu u formiranju prve istočnoslavenske državne formacije Kijevske Rusi.
Pod navalom Mongola u 13. stoljeću Ukrajinci su svoje središte premjestili u grad Ljviv (Lavov) u sklopu Galičko-Volinjske države, nakon čega su u 14. stoljeću dospjeli pod vlast Poljsko-Litavske Unije. U 15. stoljeću pojavljuju se socijalni sloj ukrajinskih kozaka (u početku vojnici, lovci i seljaci, kasnije plemići), u čijem se okrilju oživljava volja za samostalnošću. Ukrajinski kozaci su preko tri stoljeća vodili iscrpljujuće borbe kako bi uspostavili ili očuvali ukrajinsku autonomiju na granicama moćnih država europskog istoka toga doba - Poljske i Rusije, koja postepeno suzbija moć tatarske Zlatne Horde. U 17. stoljeću stvorena je ukrajinska država Zaporoška Republika, koja je u 18. stoljeću ušla u sastav Ruskog Carstva.

### Novi vijek
Ukrajinci su najveću represiju trpjeli u sklopu izgradnje Ruskog imperija tijekom 19. stoljećak ta je država sustavno težila potpunoj asimilaciji Ukrajinaca i Ukrajine, te je bilo zabranjeno Ukrajincima isticati bilo kakvu različitost od ruskog naroda. Ukrajinski narod prethodno poznat kao Rusini s ciljem očuvanja identiteta usvaja mlađi etnonim Ukrajinci, da bi se razlikovao od naroda u okolici Moskve koji je sebe počeo imenovati kao Ruse (sami Ukrajinci današnje Ruse tradicijski zovu Moskalji).[nedostaje izvor][nedostaje izvor] Zabranjen je ukrajinski jezik, a kultura se predstavljala kao regionalna kultura Moskve.
Tijekom 19. stoljeća počeo se javljati jak osjećaj nacionalnog identiteta koji su uglavnom poticali povjesničari i pjesnici. Glavna je teškoća bila u tome što se taj osjećaj razvijao u dva središta, koja su u to vrijeme imala slabe veze. Jedno središte ukrajinskog preporoda bio je Kijev u Ruskom Carstvu,[nedostaje izvor] a drugo središte je bio Ljviv u Austrijskom carstvu.

### Najnovije doba
U vrijeme raspada Ruskog Carstva, prostor Ukrajine dolazi pod okupaciju Njemačkog Carstva i Austro-Ugarske. Prema odredbama Mirovnog ugovora iz Brest-Litovska od 3. ožujka 1918. koji je predvidio pravo na samoodređenje zemalja u zapadnom dijelu Ruskog Carstva, Sile Osovine 29. travnja 1918. god. uspostavljaju provizornu Ukrajinsku Državu (ukrajinski: Українська Держава, lat. Ukrainska Derzhava). Na kraju njemačko-austougarske okupacije 14. prosinca 1918. god. vlast u Ukrajini od privremenog šefa (s naslovom "Hetmana") generala Pavla Skoropadskyija preuzima privremena vlada pod imenom "Direktorat". Direktorat vlada Ukrajinom kao nezavisnom državom pod imenom Ukrajinska Narodna Republika, ali u konkurenciji s ukrajinskim boljševicima koji su 10. lipnja 1917. godine sudjelovali u proglašavanju autonomnog područja sovjetske Rusije pod tim istim imenom. Na područje mlade države - u kojoj je gospodarsko i političko stanje bilo vrlo nestabilno - ubrzo upadaju snage Crvene armije, ali i monarhističke Bijele garde, a snage odane ukrajinskom Direktoratu nisu uspjele pružiti dovoljni otpor. Uz to je s obnovljenom Poljskom nastao ozbiljan spor oko područja koja su se nakon Podjele Poljske 1793. godine našli u sastavu Austrije (i koja su bila naseljena miješanim poljskim i ukrajinskim stanovništvom). Predsjednik Ukrajinske Narodne Republike Simon Petljura je našao zajednički jezik s predsjednikom Poljske Józefom Piłsudkim, u nastojanju da se stvori Ukrajinsko - Poljska federacija; taj je koncept poznat i pod imenom "Intermarium"  u znatnoj mjeri obnavljao kulturalni i geopolitički prostor nekadašnje Poljsko-Litvanske Unije, te je nudio državni savez za sve zemlje između Njemačke i Rusije. Piłsudski i Petljura su se složili da je za budućnost obiju njihovih zemalja (koje su obje bile u procesu odcjepljivanja od Rusije) potrebno lišiti Rusiju svih europskih zemalja - od Finske i Estonije na sjeveru, do ukrajinskih područja uz Crno more na jugu - koja je ona u vrijeme izgradnje Ruskog Carstva osvojila u brojnim uzastopnim ratovima od početka 18. stoljeća, tj. od vremena Petra Velikog.
Poljsko - ukrajinske snage nisu u Poljsko-sovjetskom ratu uspjele trajnije potisnuti Crvenu armiju iz Kijeva, a poljski pregovarači su kod sklapanja Mirovnog sporazuma iz Rige od 18. ožujka 1921. godine zatražili da se granica povuče čak 100 kilometara zapadnije od sovjetskog prijedloga i trentačne linije razdvajanja ruskih i poljskih snaga: vođe poljske delegacije su odustali od federalističkih idejama Piłsudska, te su pristali na granice Poljske u kojima će etnički Poljaci činiti 2/3 stanovništva, te u kojima stoga neće biti potrebe za postojanje federacije s Ukrajincima i Bjelorusima (sovjetski predstavnici su bili uvodno predložili da čak i Minsk, dakle glavni grad Bjelorusije, bude u sastavu Poljske); u duhu uspostave buduće dobrosusjedske suradnje i mira koji će obje strane (tj. Poljake i Ruse) ostaviti umjereno zadovoljnima, smatrali su uz to da će Poljska bez bjeloruske i ukrajinske federalne jedinice biti manje izložena riziku ponovnog ruskog napada. Sklapanjem Mirovnog sporauzuma u Rigi, Poljska je de facto raskinula obrambeni Varšavski sporazum sklopljen s Ukrajinskom Narodnom Republikom 21. travnja 1920. godine.
Ukrajinska Sovjetska Socijalistička Republika imala je sastav federalne jedinice Sovjetskog Saveza, a nakon Njemačko-sovjetske invazije na Poljsku 1939. godine priključen joj je teritorij zapadne Ukrajine kojega je 1921. godine bila pripojila Poljska. Uz to su joj pripala etnički ukrajinska područja u sjevernoj Bukovini (kojom je od podjele Poljske 1793. vladala Austrija, da bi nakon I. svjetskog rata pripala Rumunjskoj), te Zakarpatske Ukrajine (Rutenije), koje je još od 11. stoljeća bilo pod vlašću Mađarske. . S njena teritorija uslijedila je protusovjetska intervencija i poslije poljsko-sovjetski rat koji se je vodio i preko njena teritorija. Već 1921. stvorena je Ukrajinska Sovjetska Socijalistička Republika pod vlašću ukrajinskih i ruskih boljševika. Ukrajina je postala federalnom jedinicom Sovjetskog Saveza. Ukrajina, a posebice Ukrajinci su rusko-sovjetskom režimu bili na udaru (v. dekozakizacija).
Kad je Staljin došao na vlast u SSSR-u, u Sovjetskoj Ukrajini je njegovim režimom bilo još gore. 1930. su staljinisti započeli deportirati i na silu utjeravati seljake u kolhoze. Poseban slučaj predstavljalo je izgladnjivanje stanovnika umjetno izazvanom glađu 1932. i 1933. godine, kad se je oduzimanjem uroda poljodjelcima temeljem nerealno postavljenih proizvodnih kvota i još nasilnijim otimanjem i kažnjavanju seljaka koji su skrivali urod i hranu da bi uopće preživjeli dovelo stanovnike Ukrajine do posvemašnjeg umiranja od gladi - taj događaj danas je poznat pod imenom Holodomor ili Gladomor. Sovjetski je režim tim izgladnjivanjem 1932. i 1933. godine pobio nekoliko milijuna nevinih stanovnika Ukrajine. Sustavnost i temeljitost progona i uništavanja Ukrajinaca bila je išla u tu dubinu da su rusko-sovjetske vlasti sustavno smaknjivale ukrajinsku inteligenciju i svećenstvo radi zaustavljanja i uništavanja razvitka Ukrajine unutar SSSR-a. Ovaj je zločin desetljećima bio prikrivan. Tek 1988. ga se prepoznalo kao genocid.
Hitlerovo osvajanje Ukrajine donijelo je Ukrajincima predah od sovjetskog ugnjetavača, no to je samo donijelo novog otimača ukrajinske zemlje: Hitler je za svoj Lebensraum obećao baš ukrajinske plodne ravnice. Tako su se i novi vladari osorno odnosili prema Ukrajincima, što je pridonijelo jačanju partizanskog pokreta u Ukrajini. No, "politički opasni" i "nepouzdani" Ukrajinci su sovjetskom režimu tako postali samo još nepouzdaniji, "jer se nisu dovoljno žestoko borili za SSSR", odnosno "budući da nisu poginuli za SSSR, izdajice su države, naroda, revolucije". Ukrajinci koji su preživjeli njemačke progone i koji su pobjegli na teritorij pod sovjetskim nadzorom, bili su im kao takvi "nepouzdani". S druge strane, SSSR je u oslobodilačkim akcijama nekritično masovno slao ljude u prve redove. Planski se je formiralo "frontove" od Ukrajinaca, tako da su ponajviše Ukrajinci ginuli braneći SSSR od daljnjih njemačkih napredovanja odnosno poslije u oslobodilačkim akcijama, kad su Ukrajinci opet bili izloženi u prvim redovima. Preživjeli ukrajinski logoraši, kao ni ini sovjetski državljani koji su bili zarobljenici i prisilni radnici u njemačkim logorima i tvornicama nisu bili dobro dočekani u SSSR-u, "jer nisu poginuli za SSSR", "nisu se dovoljno borili" nego su čak "radili za neprijatelja". Od ukupnog ima ratnih i posljeratnih žrtava u Sovjetskom Savezu, Ukrajinci su činili najmanje 40 posto. Usporedbom službenih popisa stanovništva iz 1941. i 1945. godine može se uvidjeti da je u Ukrajini zbog neprirodnih smrti, migracija i prisilnih deportacija, broj stanovnika smanjen s 41,9 na 27,4 milijuna.
Ponovna uspostava sovjetske vlasti u Ukrajini poslije Drugog svjetskog rata 1944. godine objedinila je gotovo sve ukrajinske zemlje, ali nije zadovoljila težnje Ukrajinaca za nezavisnošću. Međutim je ukrajinski narod uz korištenje resursa Ukrajine u plodnoj zemlji, ugljenu, nafti i hidroenergiji pretvorio svoju zemlju u srce gospodarstva SSSR-a, postigavši znatna postignuća u razvitku tehnologije.
Tek je nakon Černobilske nuklearne nesreće 1986. godine, za vrijeme Mihaila Gorbačova, postalo moguće otvarati mnoštvo bolnih pitanja iz povijesti, premda se ukrajinske vlasti sve do 1991. godine nisu bitno reformirale. Dana 24. kolovoza 1991. Ukrajina je proglasila svoju neovisnost, ali u zemlji je ostalo mnoštvo naslijeđenih problema: društveni problemi, nefunkcionalna ekonomija, pretjerano naoružanje itd. Nesnalaženje i zlouporabe u tranziciji iz socijalizma u demokraciju i kapitalizam dovela su do stagnacije, masovnih prosvjeda i revolucija.
Nakon Narančaste revolucije 2004. godine, u prosincu 2013. započeli su novi masovni nasilni prosvjedi u Kijevu. Ovi prosvjedi su prerasli u još jednu revoluciju koja će postati poznatija pod imenom Euromajdan. Zapadni mediji i zapadni političari, unatoč dokazima, negiraju i opovrgavaju činjenicu da je SAD u suradnji s EU-om isplanirao, organizirao i financirao s više od 5 milijardi $ ukrajinsku revoluciju i pomoć Ukrajini, u svrhu uspostave prozapadnog režima. Očigledno je kako se SAD i EU koriste dezinformacijama i propagandom u svrhu manipulacije narodom kako bi se prikrili pravi razlozi i činjenice o ukrajinskoj revoluciji. Pomoćnica američkog državnog tajnika Victoria Nunland, sama je priznala da je SAD "uložio" više od 5 milijardi $ u Ukrajinu kako bi se uspostavio režim sklon SAD-u. Revoluciju su uz brojnu ukrajinsku intelektualnu i estradnu elitu predvodila tri oporbena politička lidera Arsenij Jacenjuk, Vitalij Kličko i Oleh Tjahnibok. Prosvjedi su trajali duže od dva mjeseca, nakon čega su se počeli očitavati radikalni elementi Euromajdana predvođeni društvenim pokretom Pravij sektor (Desni sektor), na čelu s Dmytrom Jarošom. Uz njih se formirala Narodna samoobrana Euromajdana. Ove dvije militantne formacije rezultirat će prevagom u svrgavanju s vlasti predsjednika Viktora Janukoviča u veljači 2014. godine. Neke procjene govore da je Viktor Janukovič, zajedno sa svojim užim kriminalnim klanom, iz ukrajinskog proračuna navodno otuđio više od 70 milijardi američkih dolara.
Početkom ožujka 2014. Rusija je poslala vojne snage na Krim, uz objašnjenje da želi poduprijeti i zaštititi većinsko rusko stanovništvo poluotoka, koje je tražilo odcjepljenje od Ukrajine i nije prihvaćalo režim uspostavljen revolucijom. Par dana kasnije, 16. ožujka 2014., održan je u uvjetima ruske okupacije i suspenzije legalne ukrajinske vlasti referendum na kojem se 96,8% onih građana Krima koji su izašli na referendum izjasnilo za pripojenje Ruskoj Federaciji, dok je 2,5% bilo protiv. SAD i Dio stanovništva je bojkotirao referendum, prije svega etnički Ukrajinci i Tatari. EU i SAD su odmah optužile Rusiju za kršenje međunarodnog prava i ustava Ukrajine, te ova politička odluka zajedno s demokratskim referendumom nije priznata zakonitom u Ukrajini, SAD-u, EU-u i drugim prozapadnim državama. SAD, EU i Ukrajina oštro su kritizirale referendum, ocijenivši nelegitimnom na njemu izglasanu odluku o pripojenju Krima Ruskoj Federaciji, te su SAD i EU uveli sankcije protiv Krima i Rusije. Ruska Federacija pripajanje Krima smatra demokratskim i zakonitim, ističući da iza ove političke odluke stoji demokratski izražena volja građana Krima. Sankcije su nanijele ozbiljnu štetu gospodarstvu Rusije, čije je stanovništvo međutim podržalo odluke svojeg vodstva u sporu s Ukrajinom.
Ubrzo nakon ruske okupacije Krima, uslijedio je u susjednim pokrajinama Rat u istočnoj Ukrajini.
Ukrajinska Verhovna Rada je 4. veljače 2016. sprovela proces dekomunizacije toponima te promijenila imena više stotinjaka naselja. Popis promijenjenih naselja u 16 oblasti (Vinnickoj, Dnjipropetrovskoj, Donjeckoj, Žitomirskoj, Zakarpatskoj, Zaporiškoj, Kijevskoj, Luganskoj, Odeskoj, Poltavskoj, Ternopoljskoj, Harkovskoj, Hersonskoj, Čerkaskoj i Černjiveckoj) objavljen je na internetu. Proces je nastavljen, i 12. svibnja 2016. promijenila je imena još 124 naselja.

## Značenje imena Ukrajina-Rus'
Staroukrajinski naziv "u-krajina" ("Оукраина", "Въкранna") prevodi se "u-zemlji" (sinonimi: "naš kraj-olik"/"naša zemlja"/"matica"/"domovina"), a najstariji dokument Kijevski ljetopis u kojem se sačuvao potječe iz 1187. godine. Riječ "krajina" u ukrajinskom jeziku znači "zemlja". U ruskim (također zapadnim) izvorima naziv "Ukrajina" se nakon 18. stoljeća često neutemeljeno interpretirao prema ruskom jeziku kao zemlja na kraju, okrajkom, krajinom, pograničnom zemljom, često s ciljem određivanja zemlje kao provincije, kolonije.

### Povijest imena Ukrajina
Stručna literatura pojašnjava da se riječ «Ukrajina» razvijala među ukrajinskim plemenima raspadom praslavenske zajednice već početkom 4. stoljeća. Prvi sačuvan trag u kojem je zabilježeno ime «Ukrajina» datira iz 1187. godine, kada u Kijevskom ljetopisu autor piše o smrti perejaslavskoga kneza: «I plakaše za njim svi Perejaslavci … a zbog njeg se i Ukrajina u crno obavije». Ime «Ukrajina» potom se susreće u kronikama Kijevske Rusi 1189., 1213., 1280. i 1282. godine, označavajući Galicijsku, Volinjsku, Holmsku i Pidlaščnu kneževinu.[nedostaje izvor] Ti prostori se danas nalaze između južnog toka rijeke Visle u Poljskoj i gornjeg toka rijeke Don u zapadnoj Rusiji.
U razdoblju između 14. i 17. stoljeća, u službenim povijesnim dokumentima Velike kneževine Litve, Rusi i Samogitije te Poljske kraljevine, izraz «Ukrajina» u širem smislu se koristi kako bi se označile staroruske regije Galicija, Volinj, Kijevščina, Podiljščina i Bratslavščina, dok se u užem smislu imenom «Ukrajina» označavao prostor srednjeg Podnjiprovlja u središnjoj odnosno južnoj Ukrajini. Tim činom dvosmislne upotrebe termina «Ukrajina», naziv se raširio i među ostalim susjednim narodima te ukrajinskim kozacima tijekom 17. stoljeća kada je stvorena staroruska Zaporoška Republika u samom središtu današnje Ukrajine. Sredinom 16. stoljeća naziv «Ukrajina» se sve češće javlja u stranim izvorima, a postepeno i na međunarodnim zemljopisnim kartama iz 1650., 1666., 1720. i dr. godina.
Nakon stvaranja vojno-političkog saveza između Zaporoške republike i Moskovske države 1654., i postepenog gubitka zaporoške autonomije 1721., središnji ukrajinski prostori prethodno imenovani «Ukrajinom», preimenovani su tijekom provedbe kolonijalne politike cara Petra I. u «Malorusiju», a nešto manje naseljen prostor oko ukrajinskog Podnjiprovlja u «Novorusiju». U sastav novoimenovane Malorusije tada potpada i regija Slobožanščina u sjeveroistočnom dijelu današnje Ukrajine, prostor na kojemu su također živjeli etnički Ukrajinci. Na prijelazu s 19. na 20. stoljeće, staroruska elita u sklopu ukrajinskog narodnog preporoda, podcjenjivački interpretiran naziv «Malorusija» zamjenjuje staroslavenskim nazivom «Ukrajina» čime označava zasebno pravo na središnje staroruske etničke teritorije, a stariji ukrajinski etnonim «Rusini» zamijenjen je novim etnonimom «Ukrajinci». Godine 1917. po prvi puta je formirana ukrajinska država koja službeno koristi termin Ukrajina odnosno stvorena je Ukrajinska Narodna Republika.
Etimologija riječi «Ukrajina» danas ima više tumačenja. Poljska i ruska politika termin «Ukrajina» su više stoljeća tretirali u kontekstu pograničnog prostora, s političkim ciljem određivanja tog prostora kao provincije. Ukrajinski stručnjaci pojašnjavaju da se terminom «Ukrajina» označavao «rodni kraj» srednjovjekovnih staroruskih vladara i matičnog staroruskog naroda koji su imali svoje kulturno i političkog središte u Kijevu. Riječ «u-krajina» bi se doslovce prevela «u-zemlji» ili «u-državi», za razliku od onog ne autohtonog dijela zemlje koji je koloniziran u srednjovjekovnoj ekspanziji kijevskih vladara (izvan-zemlje).[nedostaje izvor] Termin «Ukrajina» za staroruski narod je stoljećima označavao najrazvijeniji središnji prostor srednjovjekovne države Kijevske Rusi. Suvremeni jezikoslovci smatraju da se riječ «Ukrajina» ispravno tumači kao «zemlja naroda kojemu se pripada».
Država Ukrajina je u povijesti također često bilježena latinskim nazivom «Rutenija» što se odnosilo na ukrajinski srednjovjekovni zemljopisni termin «Rus'», a stanovnici kao «Ruteni» što se odnosilo na stariji kolektivni etnonim ukrajinskog naroda «Rusine».[nedostaje izvor]

### Povijest termina Rus’
Termin Rus’ danas u zemljopisnom smislu predstavlja povijesno ime države Ukrajine, dok u političkom smislu označava sinonim zajedništva pridošlih Varjaha i autohtonog ukrajinskog plemena Poljana. O porijeklu riječi Rus’ postoji nekoliko međunarodnih teorija, no prema povijesnim izvorima sa sigurnošću se može tvrditi da je riječ u početku označavala isključivo Kijevsku oblast središnje Ukrajine i ondašnje pridošlo germansko i baltsko te autohtono istočnoslavensko stanovništvo. Te je navode u javnosti prvi puta zabilježio 1837. godine carski povjesničar, filolog i etnograf Mihajlo Maksimovič.
Prema zapisima u Kijevskom ljetopisu termin Rus’ se tijekom 8. stoljeća odnosio primarno na mnogobrojne pridošle Varjahe u okolici Kijeva, na kojemu je stoljećima ranije živjelo ukrajinsko pleme Poljani. Zemljopisni termin Rus’ prema istim tvrdnjama se odnosio na trokutasti prostor između ukrajinskih rijeka Dnjepar, Irpin i Ros u samom središtu sjeverne Ukrajine. U 9. stoljeću, politički termin Rus’ koji je počeo predstavljati sinonim političkog, kulturnog i društvenog zajedništva između Varjaha i Poljana, kasnije se proširio gotovo cijelom srednjovjekovnom državom Kijevskom Rusi, ali prije svega zapadnom i središnjom Ukrajinom te južnom Bjelorusijom. Na istim prostorima su formirane srednjovjekovne regije Bijela, Crna i Crvena Rus’ sa svojim središtem u Kijevu u sklopu Male Rusi. Središnja regija Mala Rus’ je označavala političku, kulturnu i vjersku maticu cijele Kijevske Rusi i prostirala se uglavnom na prostoru današnje Kijevske, Černigvske, Poltavske i Čerkaške oblasti.
Istočnoslavenska plemena koja su prihvatila i usvojila rus’ku (starorusku) kulturu Varjaha i Poljana, zajedno s njima su prihvatili njihov etnički naziv Rusini (etnonimi: Rusiči, Rusnaci, srednjovjekovni Rusi (od lat. Russi)), a plemena koja nisu prihvatila i usvojila istu kulturu nazvana su rus’kim narodom (rus’ki ljudi) jer su se nalazila pod kontrolom Kijeva u sklopu iste države. Prema ukrajinskim povjesničarima, varijaciju termina rus’ki ljudi, u 18. stoljeću su službeno prihvatili današnji Rusi kroz jedan od svojih etnonima Russkie.[nedostaje izvor]
Stariji ukrajinski etnonim Rusini zadržao se kod Ukrajinaca sve do 20. stoljeća u ukrajinskim regijama Galiciji, Bukovini i Zakarpatju. Te ukrajinske regije su se duže vrijeme nalazile u sastavu susjednih država izvan svoje matice, koja je u sklopu kulturnog preporoda pred ruskom asimilacijskom politikom počela koristiti mlađi etnonim Ukrajinci. Manji dio ukrajinskog stanovništva u Zakarpatju koji najduže nije bio povezan sa svojom ukrajinskom maticom, podlegao je usvajanju vlastitog etničkog opredijeljenja, koji su poticali tuđi narodi u sklopu svojih politika s krajnjim ciljem odnarođivanja i asimilacije. Više od 55.000 njihovih potomaka u Ukrajini i svijetu, s često poslovačenim ili pomađarenim prezimenima, i danas često koristi naziv Rusini.[nedostaje izvor]

## Zemljopisne karakteristike
Ukrajina na kopnu graniči s 7 europskih država s ukupnom dužinom granice od 4.663 kilometara: Ruska Federacija (1.576 km), Bjelorusija (891 km), Poljska (526 km), Slovačka (97 km), Mađarska (103 km), Rumunjska (531 km) i Moldova (939 km). Ukrajina se odlikuje raznovrsnim geografskim i klimatskim uvjetima. Njezin središnji dio zauzimaju stepe isprekidane niskim visoravnima i sljevovima rijeka, osobito nizinom i visoravni rijeke Dnjepar.
Na sjeveru Ukrajinu od Bjelorusije dijele močvare rijeke Pripjat. Južni dio obuhvaća obalnu nizinu duž Crnog i Azovskog mora, dužina iznosi 2782 km. Istočna Ukrajina sastoji se od slijeva rijeke Sjeverni Donjec i zapadnog ruba Srednjoruske uzvisine. Najvažnije su obilježje zapadne Ukrajine prekrasne planine Karpata s najvišim vrhom Goverlja (2061 m). Krimski poluotok na samom jugu, koji tvori zasebnu geografsku jedinicu, odlikuje se sredozemnom klimom. U Krimskom gorju najviši je vrh Roman-Koš (1545 m). Najvažnije rijeke su Dnjepar i Dnjestar koje teku sa sjevera prema jugu i utječu u Crno more.
Ukrajina sa svojom veličinom od 603.700 četvornih kilometara te svojim strateškim položajem na istočnom ulazu u Europu, ali i na ulazu u samo središte Europe, predstavlja politički i gospodarski izrazito značajnu državu. Obiluje kvalitetnom zemljom crnicom koja se prostire na više od 58% poljoprivredno obradive površine (veličina cijele Poljske). Šume u Ukrajini zauzimaju 18% i uglavnom su karakteristične za Karapte i sjeverozapadne krajeve zemlje.  Ukrajina obiluje izvorima vode. Gotovo cijela zemlja isprana je tokovima manjih rijeka koje se ulijevaju u sedam glavnih rijeka: Desna, Dnjepar, Dnjestar, Dunav, Pripjat, Sjeverni Donjec i Južni Bug.
U zemlji se nalaze dostatni izvori prirodnih resursa, posebno: željezna ruda, mangan, prirodni plin, ulje, sol, sumpor, grafit, titan, magnezij, kaolin, nikal, živa, drvo, nafta i drugi resursi. Neki izvori uopće nisu u fazi iskorištavanja, a neki izvori potrebnijih prirodnih resursa poput prirodnog plina i nafte tek su fazi otkrivanja, posebno oni koji se nalaze uz obalu Crnog mora.

### Klimatske karakteristike
Klima u Ukrajini ima pretežno karakteristike Kontinentalne klime, izuzev poluotoka Krima za koji je djelomično karakteristična i Mediteranska klima. Klima u Ukrajini specifična je po tome što temperature ljeti mogu biti poprilično visoke (i do 30 °C) za podneblje u kojem se nalazi Ukrajina, a razlog tomu je blagi utjecaj toplije klime koja na kopno pristiže s Crnog mora. S druge strane, zime su ponekad poprilično hladne (i do -30 °C), često hladnije nego u većini sjevernijih zemalja Europe. Razlog tomu su snažni sjeveroistočni vjetrovi (iz smjera Rusije) koji se zimi pružaju na ravničarskoj Ukrajini, i time je hladnoća u Ukrajini ponekad veća od one koju prikazuje termometar. Temperature se u prosjeku kreću između -8 °C zimi i 23 °C ljeti što Ukrajinu čini relativno ugodnom destinacijom za raznovrsne aktivnosti, razvoj industrije, poljoprivrede, turizma i ostalog. Za razliku od svojih sjevernijih susjeda, Ukrajina u prosjeku s 2 000 sati godišnje ima puno veći broj sunačanih dana. Žitorodna sunčana polja i teme vezane za Sunce česti su simboli Ukrajine u istočnoslavenskom svijetu.

## Ukrajinsko gospodarstvo
Ukrajinsko gospodarstvo je u fazi razvoja slobodnog tržišta, s bruto domaćim proizvodom koji je doživio ubrzani rast posljednjih nekoliko godina. Gospodarstvo Ukrajine je bilo rangirano na 45. mjestu u svijetu prema nominalnom BDP-u iz 2008. godine. Ukrajinsko gospodarstvo je uz rusko predstavljalo glavnu gospodarsku komponentu u bivšem Sovjetskom Savezu, kako u industriji, tako i u poljoprivredi. Nakon proglašenja nezavisne Ukrajine, država se poput ostalih bivših sovjetskih republika, našla pred velikom recesijom, inflacijom i drastičnim padom proizvodnje. Oporavak gospodarstva i rast BDP-a je tek registriran 2000. godine, kada su započete temeljite ekonomske reforme. U 2007. godini rast BDP-a je nastavio rasti i on je tada u prosjeku iznosio oko 7%.
Svjetska financijska kriza 2008. je teško pogodila i gospodarstvo Ukrajine koje je bilo prisiljeno pozajmiti novac od Svjetske banke. Predviđanja Svjetske banke tumačila su da bi se tijekom 2009. ukupan rast gospodarske proizvodnje Ukrajine mogao smanjiti za 15%, dok bi inflacija mogla doseći 16,4% S druge strane, ukrajinska vlada predviđala je rast BDP-a od 0,4% u 2009. i usporavanje inflacije na 9,5%, što mnogi ukrajinski ekonomisti smatraju najoptimističnijim rezultatima. U 2008. godini ukrajinska novčana valuta grivnja (hrivnja) je pala za 38% u odnosu na američki dolar, nalazeći se jedino ispred islandske krune i sejšelskih rupija. Dolaskom novoizabranog ukrajinskog predsjednika Viktora Janukoviča na čelo države 2010. god., situacija se u gospodarstvu počela stabilizirati, zahvaljujući opet poboljšanim odnosima s Rusijom, koja se u to vrijeme nalazila u gospodarskom uzletu.
Međutim se nakon revolucije i s početkom Rata u istočnoj Ukrajini 2014. godine gospodarska situacija vrlo pogoršala, a trgovina s Rusijom je jako opala. Kao glavni partner pojavljuju se sada gospodarstva Europske unije, te se gospodarstvo postepeno oporavlja.

### Gospodarski potencijali
Ukrajina ima gotovo sve elemente najnaprednijih europskih gospodarstava, bogata poljoprivrdna zemljišta, dobro razvijenu industrijsku bazu, visoko obučenu radnu snagu i kvalitetan obrazovni sustav, ali njezin ogroman potencijal iz političkih razloga i dalje nije realiziran do poželjne granice razvoja zemlje veličine Ukrajine s takvim omjerom stanovnika. Zbog istih razloga Ukrajina se danas smatra relativno siromašnom europskom državom koja ima potencijal postati bogata država u vrlo kratkom razdoblju. Ukrajina je bogata prirodnim resursima i nepoznatim količinama raznih minerala. Poznate rezerve nafte u zemlji su uglavnom iscrpljene u prethodnom sovjetskom razdoblju, no Ukrajina i dalje obiluje ugljenom, prirodnim plinom, hidroelektričnom energijom i sirovinama za proizvodnju nuklearnog goriva. Vrlo je razvijena industrija obojenih metala, proizvodnja ljevanog željeza, čelika i cijevi. Godine 2005., Ukrajina je predstavlja osmu zemlju u svijetu po proizvodnji čelika.
U Ukrajini je također razvijena kemijska industrija koja obuhvaća proizvodnju koksa, mineralnih gnojiva i sumporne kiseline. Finalna dobra uključuju prizvodnju metalurške opreme, dizel lokomotiva, traktora, automobila i aviona. Zemlja posjeduje masivnu high-tech industrijsku bazu, koja se uglavnom nadovezala na bivšu razvijenu sovjetsku tehnologiju, elektroniku, industriju naoružanja i program svemirske tehnologije, koji se i dalje nalaze u državnom vlasništvu i time su tek relativno razvijene u smislu poslovne prakse. Ukrajina je jedan od glavnih proizvođača žita, šećera, mesa i mliječnih proizvoda te jedan od glavnih izvoznika električne energije u Europi. Najveću trgovinsku razmjenu Ukrajina ima s Rusijom i Europskom unijom. Ukrajina je 2008. godine primljena u Svjetsku trgovinsku organizaciju.

### Poslovna politika
Za uspješno poslovanje na ukrajinskom tržištu vrlo je značajno poznavanje lokalnog ukrajinskog (ili često ruskog) jezika, ako se radi o strancu, jer još uvijek nedovoljan broj poslovnih ljudi vlada drugim svjetskim jezicima. Iznimka čine uspješni koncerni izrasli na metalurškoj industriji, kao i financijske te razne konzultantske tvrtke koje sve više angažiraju menadžere školovane na vodećim svjetskim sveučilištima i poslovnim školama. Ako se ne vlada ukrajinskim (ili ruskim) jezikom dobro je unaprijed osigurati prevoditelja. U hrvatskom slučaju, s obzirom na to da na sveučilištima u Kijevu i Ljvivu djeluju kvalitetne katedre kroatistike, u Ukrajini je moguće pronaći školovane prevoditelje.
Neposredna poznanstva i kontakti imaju značajnu ulogu u poslovanju s ukrajinskim partnerima. Kada je riječ o Hrvatskoj, u Ukrajini postoji blagonaklonost spram hrvatskih poslovnih ljudi, a to se vjerojatno može zahvaliti bliskosti jezika i od prije utemeljenim vezama, jer su još u vrijeme funkcioniranja u bivšim sustavima Zagreb i Kijev razvijali tijesne veze i brojne hrvatske tvrtke su bile nazočne na ukrajinskom tržištu. Tu se posebno mogu istaknuti građevinarstvo i strojogradnja.
Tvrtke koje namjeravaju proširiti zonu svog poslovanja i na ukrajinsko tržište najdjelotvorniju promociju mogu ostvariti putem otvaranja svog predstavništva u Ukrajini i aktivnim sudjelovanjem u različitim sajmovima, izložbama i sličnim promotivnim manifestacijama. Obzirom na činjenicu da Ukrajina postupno uvodi sustav zaštite domaćeg proizvođača, kao najperspektivniji oblik suradnje nameće se organizacija zajedničke proizvodnje. Veliki broj zapadnih firmi je već usvojio ovaj način gospodarske suradnje. Koristi se postojeća infrastruktura, jeftinija radna snaga, sirovine i energija, ulaže se u suvremenu tehnologiju i kao rezultat dobije kvalitetan i tržištu prihvatljiv, konkurentan i visoko profitabilan proizvod. Od 2010. godine Ukrajinske vlasti, na čelu s predsjednikom Viktorom Janukovičem, dale su nove poticaje (okvire) za investiranje u Ukrajini no kao glavna prepreka investiranju i dalje se navodi raširena korupcija.

## Turizam i zabava
Duhovnost, religija i srednjovjekovna kultura nezaobilazan su segment ukrajinskoga turizma. Još od poganskih vremena Ukrajina je bila dom mnogih religija i naroda. Kijevska Sofija i Kijevo-pečerska lavra možda su najpoznatiji povijesni spomenici vjere i duhovnosti u Ukrajini, ali također postoji mnogi nedovoljno istraženi segmenti ukrajinske povijesti. Povijest i arhitektura Ukrajine vrlo su raznoliki i vezani su za prastare kulture poput Tripiljske i Skitske kulture. Mnoštvo ukrajinskih muzeja na otvorenom prostoru mogu dočarati prošlost Istočnih Slavena, osobito ako posjetite Ukrajinu u vrijeme narodnih običaja. Ukrajinu kroz povijest prate dva specifična naziva «Slavenska Italija» i «Zemlja Slavuja», radi njezinog iznimnog doprinosa u razvoju unikatne istočnoslavenske kulture.
Crno more i Azovsko more na jugu Ukrajine nude čistu i duboku vodu te pješčane i šljunkovite plaže. Poluotok Krim obiluje kulturnim spomenicima, a ljeti prevladava sredozemna i subtropska klima koja pogoduje rastu raznolikog bilja koje se često koristi u zdravstvene svrhe. U zapadnoj Ukrajini, najveću pozornost pljene ukrajinski Karpati, čija planina nudi čista jezera i brze rijeke pogodne za ljubitelje ekstremnih riječnih sportova. U zemlji postoji veliki broj prirodnih lječilišnih kompleksa koji nude zdravstvene usluge, posebno pročišćavanje dišnih puteva u rudnicima soli u Prikarpatju ili odmarališta u kupkama od mineralizirane zemlje. Ukrajina obiluje posebnom i ukusnom ukrajinskom kuhinjom te vinima vrlo visoke kvalitete.
Ukrajinski gradovi poput Kijeva, Ljviva, Odese, Harkova, Donjecka višemiljunski su gradovi s više lijepih znamenitosti. Svi gradovi u Ukrajini imaju svoje posebnosti i gotovo svaki ima zasebnu tradiciju i specifičnu povijest svoga podneblja. Ukrajina ima mnoštvo starih dvoraca, zamaka, čije obnavljanje je u tijeku, te doista stare građevine visoke kulturne vrijednosti. Gotovo cjelokupno središte grada Ljviva u zapadnoj Ukrajini stavljeno je pod zaštitu UNESCO-a. Sela su doista već gotovo desetljećima nepromijenjena, što zbog nedostatka finacijskih sredstava, što zbog očuvanja kulturne baštine. Etnografski muzeji na otvorenom prostoru u blizini većih ukrajinskih gradova prikazuju način života običnog puka u nekadašnjem Ruskom imperiju.
Ukrajina je specifična zemlja, jer se tu sudaraju dvije europske kulture, istočna i zapadna. Razni sadržaji, poput Festivala kozačkih igra u vrlo starom gradu Kamjanec-Podiljsku, prikazuju originalne ukrajinske odlike i maštovitost turizma, a često se kombiniraju turizam i humanitarne akcije. O Ukrajini se donedavno malo znalo, no njezinim osamostaljivanjem 1991. otvorena su vrata svim gostima koje zanima ljepota i posebnost ukrajinske kulture. Ukrajinci su po prirodi miroljubivi, ponosni i tolerantni ljudi s izraženijim srednjoeuropskim mentalitetom koji se donekle razlikuje od ruskog, što se najviše može primijetiti u njihovom tradicijskom štovanju tradicionalne kršćanske kulture, prirodnih ljepota, ženske uloge u društvu i ostalog.

## Etnonacionalni podaci
Prema popisu stanovništva iz 2005. godine, u Ukrajini živi 47,5 milijuna stanovnika, a danas po procjeni 2021 jedva 40 mil. Stanovništvo čine: Ukrajinci 77,8%, Rusi 17,3%, Rumunji/Moldavci 0,8%, Bjelorusi 0,6%, Krimski Tatari 0,5%, Bugari 0,4%, Mađari 0.3%, Poljaci 0,3%, Židovi 0,2% i ostali 1,8%. Zbog dugotrajne okupacije Ukrajinci u dijaspori broje između 16 i 20 milijuna ljudi, posebno u Ruskoj Federaciji gdje ih živi između 5 i 8 milijuna. Zbog represivne Staljinove politike, veliki dio Ukrajinaca u Ruskoj Federaciji se izjašanjavao kao da su etnički Rusi, to se donekle odrazilo na njihovu asimilaciju.
Narod Rusini koji živi u zapadnoj Ukrajini i susjednim državama ima nešto više od pola milijuna ljudi. Ukrajinci ga smatraju dijelom ukrajinske nacije, no zbog specifičnosti rusinskog pitanja u svijetu, pokrenute su razne polemike oko pitanja rusinske posebnosti ili pak nacionalnosti, posebno u Srbiji i Slovačkoj, u posljednje vrijeme i u Hrvatskoj. Ukrajinci naziv »Rusini« smatraju vlastitim povijesnim nazivom te stoga ne priznaju postojanje zasebnog naroda s takvim imenom. Također treba spomenuti da su se svi ukrajinski stanovnici Galičine, Bukovine i Zakarpatja imenovali Rusinima sve do 1918. godine, njih oko 7 milijuna.
Nacionalne manjine u Ukrajini zastupljene su u svim državnim strukturama. Za poboljšanje međudjelovanja organizacija nacionalnih manjina s izvršnom vlasti i lokalnom samoupravom nastala je 2000. Udruga predstavnika nacionalnih manjina. Ukrajinska država aktivno pomaže nacionalnim manjinama u njihovim etnokulturnim potrebama: održanju njihovih običaja i tradicija, razvoju jezika i obrazovanja, amaterskoj i profesionalnoj umjetnosti, očuvanju povijesnih i kulturnih spomenika, izdavanja novina itd.
Dva milijuna djece obrazuje se na jezicima nacionalnih manjina. Podaci ministarstva obrazovanja i znanosti predočavaju da u Ukrajini danas postoji: 1.880 ruskih škola, 94 rumunjske, 69 mađarskih, 12 krimskotatarskih, 4 poljske, 9 moldavskih škola te preko 2200 dvojezičnih škola. Na materinjem jeziku nacionalnih manjina izlazi 169 tiskanih izdanja, 46 ih izlazi na razini cijele države. Od svih bivših sovjetskih republika, uz baltičke države, Ukrajina danas ima najuređeniji i najtolerantniji sustav kada su u pitanju nacionalne manjine, prilagođen visokim standardima Europske unije.

### Mentalitet Ukrajinaca
Ukrajinci pripadaju grupi slavenskih naroda s izraženijim srednjoeuropskim (pribaltičkim) mentalitetom koji se donekle razlikuje od susjednog poljskog ili ruskog. Stara povijest ukrajinskog naroda, još je od antičkog razdoblja kreirala njihovu zasebnu nacionalnu kulturu i specifičan ukrajinski mentalitet koji je bio intenzivno povezan s dva recipročno kontrastna podneblja: starogrčkim i skandinavskim. Ukrajinski narod se kulturološki konsolidirao već tijekom 10. i 11. stoljeća u sklopu Kijevske Rusi te je kao takav do 13. stoljeća bio dominantan ostalim susjednim narodima. Mnogi kulturološki elementi u poljskom, bjeloruskom i ruskom društvu preuzeti su upravo od Ukrajinaca. Uz primjetno poštovanje prema prirodi i njezinim blagodatima, treba spomenuti da su žene u ukrajinskom društvu tradicionalno imale uvažavan status i nerijetko su bile uključene u društvena zbivanja sve do uspostave Sovjetskog Saveza. 
Danas se Ukrajinci smatraju otvorenim, dobronamjernim i tolerantnim ljudima, te su izrazito ponosni na svoju nacionalnu kulturu, koja se usprkos višestoljetnim restrikcijama, smatra jednom od najbogatijih, ali i najstarijih europskih kultura. Proces rusifikacije tijekom posljednja tri stoljeća ostavio je poseban trag na svjetonazor ukrajinskog stanovništva prije svega u jugoistočnoj Ukrajini koja je nakon Staljinove represije naknadano naseljavana ruskim stanovništvom.
S obzirom na to da su prostore Ukrajine kroz povijest naseljavali mnogi drugi narodi, počevši od Gota, Grka i Varjaha, pa do Tatara, Poljaka i Rusa, Ukrajinci su relativno rano prihvatili kulturno-političke vrijednosti umjereno multikulturalne sredine i njezina vidno demokratična obilježja. Na prostorima Ukrajine sve do dolaska ruskog cara Petra I. u 18. stoljeću nije bila poznata snažna autokratska vladavina nalik carskoj ili pak sovjetskoj iz 20. stoljeća. Ukrajinci su prema tome gotovo uvijek prirodno podilazili i težili nekim oblicima demokratskog odlučivanja, da li tipa oligarhijsko-monarhijskog u sklopu Kijevske Rusi ili gotovo demokratskog u Zaporoškoj Republici, ovisilo je o društveno-političkim uvjetima pojedinih razdoblja. Ukrajinski hetman Pilip Orlik je zaslužan za formuliranje jednog od prvih demokratskih ustava u Europi, što govori o visokoj razini europske političke i druge kulture među Ukrajincima u 16. i 17. stoljeću.
Uz navedeno treba naglasiti da su Ukrajinci nakon 14. stoljeća vodili gotovo neprestanu političku i druge oblike borbe s ciljem uspostavljanja vlastite autonomije u sklopu određenih državnih zajednica ili pak samostalne ukrajinske države, što se odrazilo na njihov relativno tolerantan svjetonazor i borbu za razvoj demokratskog društva. Generalno, prostor srednjovjekovne Ukrajine je stoljećima bio sjecište različitih dominantnih kultura koje su se tada konfigurirale uz ukrajinsku tradicionalnu kršćansku kulturu s bizantskim karakteristikama. Ukrajinci su stoljećima prenosili kršćanske vrijednosti u različite krajeve istočne Europe te se u njihovoj kulturi i mentalitetu zadržala snažna kršćanska tradicija. Taj je odnos prema kršćanskim vrijednostima narušen jačanjem komunizma no i dalje je snažan dio ukrajinskog nacionalnog identiteta što je u velikoj mjeri slično s poljskim društvom ali ne i ruskim.

### Ukrajinska dijaspora
Ukrajinskom dijasporom smatra se globalna zajednica osoba koje se u etničkom smislu smatraju Ukrajincima, imaju bliže ukrajinske korijene po očevoj strani ili su se javno izjasnili da pripadaju ukrajinskoj kulturi. Ukrajinci žive na gotovo svim svjetskim kontinentima, najslabije su naseljeni na Antarktici i u Africi, a prema službenim statistikama najbrojniji su u Sjevernoj Americi i Aziji, odnosno Kanadi, SAD-u, Rusiji i Kazahstanu. Glavna međunarodna organizacija Ukrajinaca je Svjetski Kongres Ukrajinaca. Prema njihovim istraživanjima odnosno neslužbenim podacima u svijetu danas izvan Ukrajine živi oko 20 milijuna Ukrajinaca. Višemilijunski broj Ukrajinaca iselio je iz Ukrajine nakon osamostaljivanja 1991. te njihov ukupan službeni broj u drugim državama nije u potpunosti poznat.
Ukrajinska dijaspora također rjeđe obuhvaća osobe čije obitelji su nekoliko generacija prebivale na ukrajinskom etnolingvističkom prostoru, ali s očeve strane imaju porijeklo i iz drugih naroda. Ukrajinska dijaspora ponekad obuhvaća i one osobe koje imaju ukrajinsko porijeklo po majčinoj obiteljskoj strani. Poseban slučaj predstavlja ukrajinska dijaspora u Rusiji i SAD-u gdje se osobe često identificiraju prema stečenom američkom ili ruskom državljanstvu. Dok je u SAD-u službeni broj Ukrajinaca približno točan njihovoj realnoj brojci, u Rusiji taj broj drastično odskače pa prema određenim istraživanjima pretpostavlja se da realan broj Ukrajinaca u Rusiji iznosi između 4,3 i 7 milijuna ljudi. Ukrajinska dijaspora u Rusiji kroz povijest je imala poseban značaj i doprinos u razvoju ruske državnosti i kulture općenito, ali se ujedno susretala s teškim oblicima rusifikacije stoga je njihov realan broj do danas nepoznat.
Emigracija Ukrajinaca postala je bitno značajnija formiranjem Ruskog Carstva sredinom 18. stoljeća. Odlukom da se posve ukine ukrajinska autonomija, Zaporoški kozaci sele na prostor ušća Dunava i u rusku Kubansku regiju uz Azovsku obalu. Takozvani Kubanski kozaci danas broje oko 2 milijuna potomaka. Ukrajinci u 19. stoljeću naseljavaju i najudaljenije prostore istočne Rusije u Aziji, zatim slabo naseljeni Kazahstan gdje im se dodjeljivala zemlja za obradu. U istom razdoblju naseljavaju i prostore Austro-Ugarske (ujedno Hrvatske), zatim Argentine, Brazila, Paragvaja, i drugih država Južne Amerike. Na prijelazu s 19. na 20. stoljeće Ukrajinci su se raširili gotovo po svim kontinetima. Nakon Drugog svjetskog rata njihov je broj posebno porastao u SAD-u, Kanadi, Velikoj Britaniji, Australiji i Rusiji.
Ukrajinska emigracija i dalje je vrlo živa te je nepoznat točan broj Ukrajinaca u stranim državama. Nakon uspostavljanja ukrajinske neovisnosti odnosno na prijelazu s 20. na 21. stoljeće, iz Ukrajine se iselilo nekoliko milijuna Ukrajinaca, a njihov se popis nije u potpunosti službeno evidentirao u drugim državama. Tek se pretpostavlja da su emigrirali u države prethodno naseljene Ukrajincima gdje u velikom broju ilegalno prebivaju. Što se tiče europskih država, zabilježene su značajne migracije Ukrajinaca u Rusiju, Švicarsku, Italiju, Španjolsku, Portugal, Francusku, Njemačku, Veliku Britaniju, zatim nešto manje u Finskoj, Švedskoj, Norveškoj i Islandu. Danas u svijetu izvan Ukrajine prebiva oko 14 milijuna legalno prijavljenih građana koji imaju ukrajinske korijene, a pretpostavlja se da se njihov realan broj kreće oko 20 milijuna. Također imaju značajnu organizaciju u Europi odnosno od 1949. aktivan je Europski Kongres Ukrajinaca.

## Religija i vjerske zajednice
Ukrajina spada među europske zemlje u kojoj je Kršćanstvo ostavilo vrlo velike dojmove kroz duže razdoblje posebno jer je srednjovjekovni Kijev bio veliko kršćansko središte slavenskog i europskog svijeta iz kojeg se Kršćanstvo širilo više od 4. stoljeća, posebno prema sjeveroistoku Europe. Prije širenja Kršćanstva srednjovjekovna Ukrajina je bila dom mnogih poganskih vjerovanja starih Slavena i pridošlih Gota naseljenih na širim ukrajinskim prostorima, a ta su vjerovanja gotovo posve potisnuta u 10. stoljeću odnosno nakon 988. godine kada je Kršćanstvo privaćeno kao službena religija Kijevske Rusi. Nakon tog čina Ukrajina je u sljedećem razdoblju obilježena velikom tradicijom kršćanske kulture s velikim brojem crkava, samostana i crkvenih prosvjetitelja izravno povezanih s Bizantom.
Gubitkom neovisnosti u 14. stoljeću, Ukrajina se u velikoj mjeri susreće s Katoličanstvom, prihvaća u 16. stoljeću nadležnost Rima, ali zadržava bizantsku tradiciju služenja crkvenog obreda. Tada je stvorena Unijatska crkva (Grkokatolička crkva) kojoj su se opirali ukrajinski kozaci jer su smatrali da će se na taj način izvršiti velika asimilacija ukrajinskog plemstva koje je sve više sudjelovalo u poljskim političkim zbivanjima. U 17. stoljeću Ukrajina i Rusija stvaraju svojevrsnu koaliciju, i kroz sljedećih dva stoljeća stvaraju svojevrsnu simbiozu Ukrajinske i Ruske pravoslavne crkve koja se iz političkih razloga konačno pokazala pogubnom za neovisnost Ukrajinske pravoslavne crkve.
Višestruko složeni politički i kolonijalni pritisci ruskih careva prema Ukrajinskoj nacionalnoj crkvi na prijelazu s 18. na 19. stoljeće doveli su do raskola crkvenih zajednica i ograđivanja ukrajinskog naroda od službene Crkve što je ostavilo velike posljedice na jedinstvo Ukrajinske crkve, a zatim je u 20. stoljeću stvorena i neovisna Ukrajinska autokefalna pravoslavna crkva. Svi postupci doveli su do toga da danas u Ukrajini postoje 4 jake Crkve: Ukrajinska pravoslavna Crkva Kijevske patrijaršije, Ukrajinska pravoslavna Crkva Moskovske patrijaršije, Ukrajinska autokefalna (neovisna) pravoslavna crkva i Ukrajinska grkokatolička crkva. Posljednje dvije Crkve smatraju se autentičnim ukrajinskim crkvama koje su zadržale tradicionalni element ukrajinske nacionalne Crkve.
U Sovjetskom Savezu Ukrajina se suočila s velikim pritiskom ateističkih uvjerenja što se odrazilo na cijelu populaciju, posebno u jugoistočnoj Ukrajini. Državna istraživanja Razumkov centra iz 2003. ukazuju da religijska uvjerenja ima 75.2% ukrajinskih građana, dok 21.9% nije religiozno te se smatraju ateistima. Oko 37.4% ukrajinskih vjernika različitih vjerosipovijesti redovito prakticira vjerske običaje.
Prema službenim podacima iz 2011. godine u Ukrajini je registrirano 33.977 crkava i religijskih organizacija. Preko 97% registriranih vjerskih zajednica u Ukrajini su kršćanske, a oko polovica njih je pravoslavne tradicije. Druga polovica je podijeljena između katolika i protestanata (manji broj). Prema neslužbenoj definiciji tradicionalnim ukrajinskim Crkvama pripadaju one pravoslavnog, grkokatoličkog i rimokatoličkog statusa, zatim Armenska religijska zajednica, i do jedne mjere luterani, kalvinisti (reformatori), baptisti, pentekostalci i adventisti.
Ukrajinska pravoslavna Crkva (Moskovske patrijaršije) ima 12.251 registriranih vjerskih jedinica. Oznaka Moskovska patrijaršija nije službeni naziv te Crkve već se neslužbeno navodi označavajući time specifičan povijesni status u odnosu na Rusku pravoslavnu Crkvu. S 4508 registriranih vjerskih jedinica, druga po redu je Ukrajinska pravoslavna Crkva Kijevske patrijaršije. Prema posljednjim istraživanjima, ova crkva okuplja najveći broj vjernika u Ukrajini. Treća po veličini je Ukrajinska autokefalna pravoslavna Crkva s 1227 registriranih vjerskih jedinica.
Uz pravoslavne Crkve, vodeću Crkvu u Ukrajini predstavlja Ukrajinska grkokatolička Crkva s 3825 registriranih vjerskih jedinica. U tom crkvenom ogranku registrirano je 2.424 svećenika. Rimokatolička Crkva u Ukrajini ima 1081 registriranih vjerskih jedinica (od toga 909 župa) i 579 registriranih svećenika. U Ukrajini djeluje 2.705 registriranih vjerskih jedinica protestantskog usmjerenja odnosno 1595 onih s evangeličkim usmjerenjem. U bitno manjem omjeru u Ukrajini djeluju i druge vjerske zajednice, između ostalih i one židovskog, islamskog i budističkog uvjerenja.
| Religija                                     | Razumkov centar 2000.                  | Razumkov centar 2001.                  | Razumkov centar 2004.                  | Razumkov centar 2013.                  |
| Religijska uvjerenja - Razumkov centar       | Religijska uvjerenja - Razumkov centar | Religijska uvjerenja - Razumkov centar | Religijska uvjerenja - Razumkov centar | Religijska uvjerenja - Razumkov centar |
| -------------------------------------------- | -------------------------------------- | -------------------------------------- | -------------------------------------- | -------------------------------------- |
| 1. Pravoslavlje                              | 66 %                                   | 49,3 %                                 | 45,7 %                                 | 70,6 %                                 |
| 1.1 Ne priznaje Patrijaršiju                 | 38,8 %                                 | 20,7 %                                 | 33,4%                                  | 28,8 %                                 |
| 1.2 Ukrajinska pravoslavna crkva KP          | 12,1 %                                 | 18,9 %                                 | 14 %                                   | 18,3 %                                 |
| 1.3 Ukrajinska pravoslavna crkva MP          | 9,2 %                                  | 8,5 %                                  | 10 %                                   | 19,6 %                                 |
| 1.4 Ukrajinska autokefalna pravoslavna crkva | 1,3 %                                  | 1,2 %                                  | 0,8 %                                  | 0,8 %                                  |
| 2. Katoličanstvo                             | 13 %                                   | 6,1 %                                  | > 6 %                                  | 7 %                                    |
| 2.1 Ukrajinska grkokatolička crkva           | 12,3 %                                 | 5,5 %                                  | 6 %                                    | 5,7 %                                  |
| 2.2 Ukrajinska rimokatolička crkva           | 0,7 %                                  | 0,6 %                                  | < 0,5 %                                | 1,3 %                                  |
| 3. Islam                                     | 0,8 %                                  | < 0,5 %                                | < 0,5 %                                | 0,7 %                                  |
| 4. Judaizam                                  | < 0,4 %                                | < 0,4 %                                | < 0,4 %                                | 0,3 %                                  |
| Ostala uvjerenja (Ateizam, Protestantizam)   | 19,8 %                                 | 44,6 %                                 | 48,3 %                                 | 21,4 %                                 |
| Religija                                     | Razumkov centar 2000.                  | Razumkov centar 2001.                  | Razumkov centar 2004.                  | Razumkov centar 2013.                  |

## Ukrajinski jezik
Službeni jezik u Ukrajini je ukrajinski, no na ulicama glavnog grada Kijeva, i u pojedinim jugoistočnim ukrajinskim gradovima, često se koristi ruski jezik.
Od ukupno 46,5 milijuna ukrajinskih građana, ukrajinskim jezikom se aktivno služi njih oko 32,5 milijuna; od toga u gradovima živi njih preko 16 milijuna, a ostatak u ukrajinskoj ruralnoj sredini. Do 14 milijuna ukrajinskih građana često se služi ruskim jezikom ili rusko-ukrajinskom jezičnom kombinacijom Suržik (njih do 20%). Danas se ukrajinskim jezikom ponajviše služe ukrajinski intelektualci, prosvjetni djelatnici i slični stručnjaci, dok se ruski jezik često koristi u sferi ukrajinske estrade i ekonomije s obzirom na to da je Rusija najveći ekonomski partner Ukrajine. Specifičan ruski jezik ukrajinskog podneblja koristi se uglavnom u urbanim sredinama jugoistočne Ukrajine i na poluotoku Krimu. Na Krimu svega 10% stanovnika govori jasnim ukrajinskim jezikom, a mediji su u službi politike do 2004. pratili događanja isključivo na ruskom jeziku.
Jezična podjela ukrajinskog društva ne podudara se s njegovom etničkom podjelom, a paradoksalno je to da autohtono ukrajinsko stanovništvo nije asimiliralo ruske doseljenike, nego su doseljenici rusificirali dio autohtonog stanovništva. Razlog tomu je da je Ukrajina od 1654. bila prvo carsko-ruska, a potom sovjetsko-ruska kolonija u kojoj je ruski jezik bio službeni i uvodio se posebnim mjerama. U svih tih 337 godina Rusija je provodila žestoku asimilacijsku politiku kroz rusifikaciju ukrajinskih prostora te je u istom razdoblju ukrajinski jezik iskorijenjivan na vrlo represivan način,[nedostaje izvor] uključujući smaknuća većeg broja ukrajinskih intelektualaca. Tek nakon ostvarivanja ukrajinske neovisnosti 1991., ljudi su se djelomično oslobodili kulturnog, prosvjetnog i vjerskog ugnjetavanja te uporaba ukrajinskog jezika bilježi neometan rast. Nakon 2004. situacija se počela dodatno oporavljati u korist ukrajinskog jezika.
Po razini svoga razvoja ukrajinski jezik spada među najrazvijenije jezike svijeta. Smatra se sukladnim potomkom kolokvijalnih staroslavenskih jezika kojima se pričalo u središnjoj Kijevskoj Rusi i gradu Kijevu od 10. do 13. stoljeća. Potpuno su razvijene sve jezične kategorije i potkategorije, stvorena je terminologija za gotovo sve znanosti. Službeni stil prati sve sfere unutarnjega i međunarodnog političkog i društvenog života. Publicistički stil ima višestoljetnu povijest.[nedostaje izvor] Umjetnička djela stvorena na modernom ukrajinskom književnom jeziku pišu se već više od dvjesto godina. Tijekom tog vremena nastala je velika literatura s dubokim tradicijama, stvorena su mnoga remek-djela lijepe književnosti u kojima je umjetnička riječ dosegla savršenstvo. Osim toga, na ukrajinski je prevedena cijela svjetska klasika, počevši od Homera. Ukrajinski jezik danas ponovno stječe ugled svjetskog slavenskog jezika i češće se koristi u međunarodnim institucijama Europe i ostatka svijeta.

## Administrativna podjela Ukrajine
Ukrajina je podijeljena na 24 administrativne jedinice koje se nazivaju oblastima, jednu autonomnu republiku i dva grada s posebnim statusom. Oblasti se dijele na manje jedinice koje se nazivaju rajonima.
Većina se ukrajinskih oblasti naziva prema oblasnom središtu (npr. Lavovska oblast). Uz to, još se tradicionalno na korijen riječi oblasnog središta dodaje sufiks –ščin- i na taj način su nastali tradicionalni nazivi poput Odeščina, Kijevščina (usp. hrv. Labinština).
Iznimka tog pravila su Volinjska i Zakarpatska oblast sa središtima u Lucku i Užgorodu. Kijev kao glavni grad je administrativno zasebna jedinica koja je ujedno i središte istoimene oblasti. Uz njega, još je Sevastopolj grad s posebnim statusom. Oblasno središte je najčešće najveći i najrazvijeniji grad u regiji.

### Veći gradovi Ukrajine
- Kijev   2,611.300 stanovnika
- Harkov   1,461.000 stanovnika
- Donjeck   1,100.700 stanovnika
- Odesa   1,080.000 stanovnika
- Dnjipro   1,040.000 stanovnika
- Lavov   735.000 stanovnika

### Autonomna Republika Krim
Bivša ukrajinska Krimska oblast, danas Autonomna Republika Krim (ukr. Крим, Автономна Республіка Крим, rus. Крым, Автономная Республика Крым, krim. Qırım, Qırım Muhtar Cumhuriyeti) je parlamentarna repubilka koja nema zasebnog predsjednika. Ima vlastiti ustav, Zakonodavno Vrhovno vijeće te izvršno Vijeće ministara s velikom autonomijom u donošenju lokalnih pitanja. Glavni grad AR Krim je Simferopolj.[nedostaje izvor]
| Oblast (hrvatski)       | Oblast (ukrajinski)                                 | Tradicionalni naziv                                    | Oblasno središte                                       |
| ----------------------- | --------------------------------------------------- | ------------------------------------------------------ | ------------------------------------------------------ |
| Čerkaška oblast         | Черкаська область Čerkas'ka oblast'                 | Черкащина Čerkaščyna                                   | Черкаси, (Čerkasy)/ Čerkasi                            |
| Černihivska oblast      | Чернігівська область Černigivs'ka oblast'           | Чернігівщина Černigivščyna                             | Чернігів, Černihiv                                     |
| Černivecka oblast       | Чернівецька область Černivets'ka oblast'            | Чернівеччина Černiveččyna, ili Буковина Bukovyna       | Чернівці, Černivci                                     |
| Dnjipropetrovska oblast | Дніпропетровська область Dnipropetrovs'ka oblast'   | Дніпропетровщина Dnipropetrovščyna                     | Дніпро (Dnipro)/ Dnjipro                               |
| Donjecka oblast         | Донецька область Donets'ka oblast'                  | Донеччина Doneččyna                                    | Донецьк, (Donec'k)/ Donjeck                            |
| Harkivska oblast        | Харківська область Harkivs'ka oblast'               | Харківщина Harkivščyna, ili Слобожанщина Slobožanščyna | Харків, Harkiv                                         |
| Hersonska oblast        | Херсонська область Hersons'ka oblast'               | Херсонщина Hersonščyna                                 | Херсон, Herson                                         |
| Hmeljnička oblast       | Хмельницька область Hmel'nyts'ka oblast'            | Хмельниччина Hmel'nyččyna                              | Хмельницький, (Hmel'nyc'kyj)/ Hmeljnicki               |
| Ivano-Frankivska oblast | Івано-Франківська область Ivano-Frankivs'ka oblast' | Івано-Франківщина Ivano-Frankivščyna                   | Івано-Франківськ, (Ivano-Frankivs'k) / Ivano-Frankivsk |
| Kijevska oblast         | Київська область Kyjivs'ka oblast'                  | Київщина Kyjivščyna                                    | Київ, (Kyïv)/ Kijev                                    |
| Kirovohradska oblast    | Кіровоградська область Kirovograds'ka oblast'       | Кіровоградщина Kirovogradščyna                         | Кропивницький, Kropyvnyckyj                            |
| Lavovska oblast         | Львівська область L'vivs'ka oblast'                 | Львівщина L'vivščyna                                   | Львів, (L'viv) / Lavov / Ljviv/ Lvov                   |
| Luganska oblast         | Луганська область Lugans'ka oblast'                 | Луганщина Luganščyna                                   | Луганськ, (Lugans'k) / Lugansk                         |
| Mikolajivska oblast     | Миколаївська область Mykolaivs'ka oblast'           | Миколаївщина Mykolajivščyna                            | Миколаїв, (Mykolajiv) / Mikolajiv                      |
| Odeška oblast           | Одеська область Odes'ka oblast'                     | Одещина Odeščyna                                       | Одеса, Odesa                                           |
| Poltavska oblast        | Полтавська область Poltavs'ka oblast'               | Полтавщина Poltavščyna                                 | Полтава, Poltava                                       |
| Rivanjska oblast        | Рівненська область Rivnens'ka oblast'               | Рівненщина Rivnenščyna                                 | Рівне, Rivne                                           |
| Sumska oblast           | Сумська область Sums'ka oblast'                     | Сумщина Sumščyna                                       | Суми, (Sumy) / Sumi                                    |
| Ternopiljska oblast     | Тернопільська область Ternopil's'ka oblast'         | Тернопільщина Ternopil'ščyna                           | Тернопіль, (Ternopil') / Ternopilj                     |
| Vinička oblast          | Вінницька область Vinnyts'ka oblast'                | Вінниччина Vinnyččyna                                  | Вінниця, (Vinnycja) / Vinicja/ Vinica                  |
| Volinjska oblast        | Волинська область Volyns'ka oblast'                 | Волинь Volyn'                                          | Луцьк, (Luc'k)/ Luck                                   |
| Zakarpatska oblast      | Закарпатська область Zakarpats'ka oblast'           | Закарпаття Zakarpattja                                 | Ужгород, Užgorod                                       |
| Zaporiška oblast        | Запорізька область Zaporiz'ka oblast'               | Запоріжчина Zaporižčyna                                | Запоріжжя, (Zaporižžja)/ Zaporižja                     |
| Žitomirska oblast       | Житомирська область Žytomyrs'ka oblast'             | Житомирщина Žytomyrščyna                               | Житомир, (Žytomyr)/ Žitomir                            |

## Promet
Ukrajinska prometna mreža dobro je razvijena, a osobito riječna plovidba koja služi brojnim plovnim rijekama i kanalima; sustav Don-Volga povezuje Ukrajinu s Moskvom. Najvažnije su luke Odesa na Crnom moru i Mariupolj na Azovskome moru. Uz Kijev i Odesu nalaze se međunarodne zračne luke.

## Sport
- Nacionalni olimpijski odbor Ukrajine (eng.)

## Hrvatsko-ukrajinski odnosi
Od 2001. godine na Filozofskom fakultetu u Zagrebu djeluje Katedra za ukrajinski jezik i književnost.
Godine 2021. otvoren je Centar za hrvatski jezik i kulturu na Kijevskom nacionalnom sveučilištu Taras Ševčenko.

## Vanjske poveznice

### Ostali projekti
|  | Zajednički poslužitelj ima stranicu o temi Ukrajina    |
|  | Zajednički poslužitelj ima još gradiva o temi Ukrajina |
|  | Zajednički poslužitelj sadrži atlas Ukrajine           |

### Mrežna mjesta
- Enciklopedija Ukrajine (eng.)
- Povijest Ukrajine (ukr.)
- Povijesna karta ukrajinskih zemalja u 11. stoljeću (ukr.)
- Povijesna karta ukrajinskih zemalja u 13. stoljeću (ukr.)
- Veleposlanstvo Ukrajine u Republici Hrvatskoj (hr.)  Arhivirana inačica izvorne stranice od 16. kolovoza 2011. (Wayback Machine)
- Vijesti iz Ukrajine (eng.)
- Slike Ukrajina  Arhivirana inačica izvorne stranice od 13. listopada 2010. (Wayback Machine)